# Lucy Spoors
Lucy Spoors, née le 24 décembre 1990, est une rameuse néo-zélandaise. Elle est médaillée d'argent olympique en huit féminin en 2021 à Tokyo.

## Carrière
Sa soeur est la rameuse Phoebe Spoors, médaillée de bronze olympique en quatre sans barreur en 2024.
Elle fait partie de l'équipage du huit qui remporte le bronze aux Championnats du monde 2017 puis la médaille d'or aux Championnats du monde 2019. Aux Jeux olympiques d'été de 2020, elle est médaillée d'argent en huit féminin avec l'équipage néo-zélandais derrière les Canadiennes.

## Palmarès

### Jeux olympiques
- médaille d'or en deux de couple aux Jeux olympiques d'été de 2024 à Paris
- médaille d'argent en huit féminin aux Jeux olympiques d'été de 2020 à Tokyo

### Championnats du monde
- médaille d'or en huit féminin aux Championnats du monde 2019 à Ottensheim
- médaille de bronze en huit féminin aux Championnats du monde 2017 à Sarasota